# Уткино (Вологодский район)
Уткино — посёлок в Вологодском районе Вологодской области на реке Пудега.
Входит в состав Старосельского сельского поселения (с 1 января 2006 года по 8 апреля 2009 года был центром Пудегского сельского поселения), с точки зрения административно-территориального деления — центр Пудегского сельсовета.

## География
Расстояние до районного центра Вологды по автодороге — 31 км, до центра муниципального образования Стризнево по прямой — 9 км. Ближайшие населённые пункты — Дор, Опучково, Юрчаково.

## История
До 26 декабря 2001 года Уткино имело статус деревни.

## Население
По переписи 2002 года население — 720 человек (326 мужчин, 394 женщины). Преобладающая национальность — русские (99 %).

## Русская православная церковь
- Храм во имя святого великомученика Димитрия Солунского[6]